# Plectranthus mahonii
Plectranthus mahonii là một loài thực vật có hoa trong họ Hoa môi. Loài này được (Baker) N.E.Br. ex Hook.f. miêu tả khoa học đầu tiên năm 1902.